# Sly Williams
Sylvester "Sly" Williams (New Haven, Connecticut, 26 de enero de 1958) es un exjugador de baloncesto estadounidense que jugó siete temporadas en la NBA. Con 2,01 metros de altura, lo hacía en la posición de escolta.

## Trayectoria deportiva

### Universidad
Jugó 3 temporadas con los Rams de la Universidad de Rhode Island, en las que promedió 21,2 puntos y 8,4 rebotes por partido. Fue el primer jugador de los Rams en completar un doble-doble en tan solo la primera parte de un partido. En su última temporada fue el noveno mejor anotador de todo el país, con 25,6 puntos por partido, siendo incluido en el tercer equipo All-American.

### Profesional
Fue elegido en la vigésimo primera posición del Draft de la NBA de 1979 por New York Knicks, donde jugó cuatro temporadas, siendo la más destacada la 1980-81, en la que promedió 13,2 puntos, 6,2 rebotes y 2,7 asistencias por partido. En 1983 fue traspasado a Atlanta Hawks a cambio de Rudy Macklin, pero las lesiones comenzaron a aparecer, jugando tan solo 45 partidos a lo largo de dos temporadas. Tras ser cortado, fichó como agente libre por Boston Celtics, pero solo llegó a jugar 6 partidos antes de ser despedido, en los que promedió 2,8 puntos.
A mitad de la temporada 88-89 fichó por el Tradehi Oviedo, de la 2.ª división española, entonces llamada 1.ª B, pero no llegó a terminar la temporada con el equipo.

## Estadísticas de su carrera en la NBA

### Temporada regular
| Temporada | Edad | Equipo   | Liga | P   | TIT | MIN  | TC  | TCA  | %TC  | 3P  | 3PA | %3P  | TL  | TLA | %TL  | R.OF. | R.DEF. | REB | ASIS | ROB | TAP | PER | FP  | PTS  |
| 1979-80   | 22   | New York | NBA  | 57  |     | 9.8  | 1.8 | 4.7  | .390 | 0.0 | 0.1 | .000 | 1.0 | 1.6 | .644 | 1.1   | 1.0    | 2.1 | 0.6  | 0.3 | 0.1 | 0.9 | 1.3 | 4.7  |
| 1980-81   | 23   | New York | NBA  | 67  |     | 29.5 | 5.2 | 10.6 | .493 | 0.0 | 0.1 | .250 | 2.8 | 4.0 | .690 | 2.4   | 3.8    | 6.2 | 2.7  | 1.7 | 0.3 | 2.1 | 3.0 | 13.2 |
| 1981-82   | 24   | New York | NBA  | 60  | 27  | 25.4 | 5.8 | 10.5 | .556 | 0.0 | 0.2 | .222 | 2.2 | 2.9 | .757 | 1.7   | 2.1    | 3.8 | 2.4  | 1.3 | 0.3 | 1.9 | 2.6 | 13.9 |
| 1982-83   | 25   | New York | NBA  | 68  | 6   | 20.4 | 4.6 | 9.5  | .485 | 0.0 | 0.3 | .105 | 2.6 | 3.8 | .680 | 1.4   | 2.9    | 4.3 | 2.0  | 1.1 | 0.0 | 2.0 | 2.4 | 11.9 |
| 1983-84   | 26   | Atlanta  | NBA  | 13  | 1   | 19.8 | 2.6 | 8.8  | .298 | 0.1 | 0.7 | .111 | 2.8 | 3.5 | .783 | 1.5   | 2.4    | 3.8 | 1.2  | 1.1 | 0.1 | 1.4 | 2.5 | 8.1  |
| 1984-85   | 27   | Atlanta  | NBA  | 34  | 20  | 25.5 | 4.9 | 11.2 | .439 | 0.1 | 0.4 | .267 | 2.3 | 3.6 | .642 | 1.3   | 3.6    | 4.9 | 2.8  | 0.8 | 0.2 | 2.3 | 2.4 | 12.3 |
| 1985-86   | 28   | Boston   | NBA  | 6   | 0   | 9.0  | 0.8 | 3.5  | .238 | 0.0 | 0.7 | .000 | 1.2 | 2.0 | .583 | 1.2   | 1.3    | 2.5 | 0.3  | 0.2 | 0.2 | 1.2 | 2.5 | 2.8  |
| Total     |      |          | NBA  | 305 | 54  | 21.7 | 4.3 | 9.1  | .478 | 0.0 | 0.2 | .162 | 2.2 | 3.2 | .692 | 1.6   | 2.6    | 4.2 | 2.0  | 1.1 | 0.2 | 1.8 | 2.4 | 10.9 |

### Playoffs
| Temporada | Edad | Equipo   | Liga | P | MIN | TCA | TC | 3PA | 3P | TLA | TL | R.OF. | REB | ASIS | ROB | TAP | PER | FP | PTS | %TC  | %3P   | %FT   | MIN  | PTS  | REB | AST |
| 1981      | 23   | New York | NBA  | 2 | 56  | 13  | 18 | 0   | 0  | 0   | 0  | 4     | 9   | 5    | 3   | 0   | 3   | 7  | 26  | .722 |       |       | 28.0 | 13.0 | 4.5 | 2.5 |
| 1983      | 25   | New York | NBA  | 5 | 82  | 16  | 41 | 1   | 1  | 3   | 3  | 10    | 21  | 6    | 3   | 1   | 12  | 4  | 36  | .390 | 1.000 | 1.000 | 16.4 | 7.2  | 4.2 | 1.2 |
| Total     |      |          | NBA  | 7 | 138 | 29  | 59 | 1   | 1  | 3   | 3  | 14    | 30  | 11   | 6   | 1   | 15  | 11 | 62  | .492 | 1.000 | 1.000 | 19.7 | 8.9  | 4.3 | 1.6 |

## Vida posterior
En agosto de 2002 fue declarado culpable de secuestro y amenazas a una mujer, a la que tuvo retenida 24 horas, y una segunda mujer meses después, por lo que fue condenado a 5 años de prisión. En el momento del arresto Williams trabajaba en una fábrica de tuberías de plástico.